# Zoolea guerinii
Zoolea guerinii es una especie de mantis de la familia Mantidae.

## Distribución geográfica
Se encuentra en Brasil y la Guayana Francesa.